# Ткаченко Орест Борисович
Оре́ст Бори́сович Ткаче́нко (*10 грудня 1925, Харків — 8 листопада 2021, Київ) — український мовознавець, фахівець із українського, слов'янського, фінно-угорського і загального мовознавства та соціолінгвістики. Творець зіставно-історичного методу, завданням якого є з'ясування історичного підґрунтя подібностей між спорідненими та неспорідненими мовами.

## Життєпис
Народився в сім'ї харківських інтелігентів. Батько — мовознавець-україніст, перекладач художньої літератури української мовою Борис Ткаченко. Мати — Ольга Яківна Косолапова (1899—1992), мала незакінчену вищу освіту, працювала стенографісткою в наукових установах Харкова. Ольга та Борис Ткаченки розлучились у 1927 р.
У 1935 р. мати вдруге вийшла заміж — за Володимира Миколайовича Ленського, інженера-монтажника. У 1937 р. в Ореста Ткаченка народився зведений брат Олександр Володимирович Ленський (в майбутньому — фізик за фахом). Того ж року Борис Ткаченко був розстріляний НКВС (посмертно реабілітований лише 1957 р.), а Орест був виключений із числа піонерів як «син ворога народу».
Через часті переїзди родини з одного місця на інше, Орест Ткаченко був змушений вісім разів змінювати школу. У 1935—1936 рр. вчився у Харкові в школі з російською мовою викладання. У 1941—1943 рр. перебував із родиною в евакуації у Свердловській області. Призовною комісією був визнаний непридатним до військової служби через поганий зір. Після повернення з евакуації був змушений йти працювати на виробництво, адже тривала перерва в навчанні спричинила серйозне відставання від шкільної програми. Працював такелажником, слюсарем-трубопровідником. Лише у 1945 р. закінчив Каменську середню школу, де зацікавився польською мовою, яку вивчив самостійно. Восени того самого року вступив на український відділ філологічного факультету Харківського університету ім. О. М. Горького, де провчився до осені 1947 р. Восени 1947 р., через переїзд батьків до Києва, був змушений перевестися на аналогічний факультет Київського університету, який з відзнакою закінчив у 1950 р.
За непересічні здібності та проявлений інтерес до польської мови був рекомендований до аспірантури за спеціальністю «слов'янські мови» при Інституті мовознавства АН УРСР. В аспірантурі вивчив чеську мову. По завершенню навчання в аспірантурі (1953), був прийнятий на посаду молодшого наукового співробітника відділу загального і слов'янського мовознавства. Вже у 1955 р. захистив дисертацію на тему «Нарис історії з'ясувальних сполучників у польській літературній мові (на матеріалі творів другої половини XVI ст. „Zwierciadlo“ М. Рея, „Kronika polska Marcina Bielskiego“ Й. Бельського, „ Kazania sejmowe“ П. Скарги)». Того ж року одружився з Ларисою Іванівною Прокоповою (1925—2013). Подружжя виховало двох синів — Олексія (1956 р. н.), філолога, спеціаліста із французької мови, кандидата філологічних наук, та Андрія (1964 р. н.), медика. Дружина Ореста Ткаченка — доктор філологічних наук, професор, філолог-германіст (німецька мова), спеціаліст із загального мовознавства (загальна й експериментальна фонетика), а також з української мови (праці з фонетики української літературної мови й українських говірок), працювала у Київському національному університеті та інших вищих навчальних закладах Києва.
З 1953 р. і до 2014 р. Орест Ткаченко працює в Інституті мовознавства ім. О. Потебні НАН України. Як славіст, знайомився з усіма слов'янськими мовами; особливу увагу приділив українській, польській, чеській, білоруській, словацькій, верхньолужицькій, нижньолужицькій, болгарській мовам.
Вивчав інші індоєвропейські мови (німецьку, французьку, англійську, данську, італійську, румунську), класичні (латинську, грецьку), давньоіндійську (санскрит), литовську, латиську і частково східні (турецьку, арабську, гебрайську (іврит).

## Науковий доробок
Починаючи з 1960-х років Орест Ткаченко дедалі більше цікавився фіно-угорськими і ширше — уральськими й самодійськими мовами (зокрема, ненецька), насамперед ерзянською, естонською, фінською, угорською. У 1982 р. захистив у Ленінградському університеті докторську дисертацію на тему «Сопоставительно-историческая фразеология славянских и финно-угорских языков» (науковий керівник Пауль Арісте). У 1984 р. одержав диплом доктора філологічних наук. У 1992 р. — звання професора зі спеціальності «теорія мовознавства». 1995 року обраний членом-кореспондентом Національної академії наук України зі спеціальності «українська мова». У 1992—1996 pp. виконував обов'язки завідувача відділу мов України Інституту мовознавства НАН України. З 1997 р. по 2014 р. — завідувач відділу загального мовознавства Інституту.
Брав участь у роботі семи (V, VI, IX, X, XI, XII, XIII) з'їздів славістів і VI Міжнародного конгресу фіно-угрознавців.
Читав лекції і проводив заняття в Київському, Ніжинському педагогічному, Ужгородському, Прикарпатському (м. Івано-Франківськ), Таврійському (м. Сімферополь), Московському, Костромському університетах, у Мелітопольському, Миколаївському педагогічних інститутах.
Помер 8 листопада 2021 року.

### Монографії
- «Сопоставительно-историческая фразеология славянских и финно-угорских языков» (Київ, 1979; 2-е вид. під назвою «По следам исчезнувшых языков. Сопоставительно-историческая (историко-типологическая) фразеология славянских и финно-угорских языков», Ньиредьхаза, 2002).
- «Мерянский язык» (Київ, 1985).
- «Очерки теории языкового субстрата» (Київ, 1989).
- «Українська мова і мовне життя світу», Київ, 2004.
- «Мова і національна ментальність (Спроба сучасного синтезу)» 2006).
- «Исследования по мерянскому языку» (Кострома, 2007).[3]

### У співавторстві
- «Вступ до порівняльно-історичного вивчення слов'янських мов» (Київ, 1966).
- «Историческая типология славянских языков» (Київ, 1986).
- «Історична типологія слов'янських мов. Ч. 2» (Київ, 2007).
- «Мова і мовознавство в духовному житті суспільства» (Київ, 2008).
- Співукладач словника «Slovník slovanské lingvistické terminologie», 1-2 (Praha, 1977 (українська лінгвістична термінологія).

Автор статей з української етимології, лексикології та словотвору, історії польської мови, лужицької мови, загального мовознавства. Голова Термінологічної комісії Українського комітету славістів (1965—1968). Співавтор і член редакційної колегії «Етимологічного словника укр. мови» Автор поетичних творів та художніх перекладів.

### Лекції
- «Мерянский язык» — Пошехоння: 1997. (рос.) (відео)
- «Язык меря» — Пошехоння: 1997. (рос.) (відео)

## Відзнаки
За вагомий внесок у розвиток українознавчих досліджень відзначений Почесною грамотою імені Президента НТШ Михайла Грушевського від Наукового товариства ім. Шевченка у США (2000).
Премія НАН України ім. О. О. Потебні за монографію «Українська мова і мовне життя світу», Київ, 2004 (2006).